# Яндекс
„Яндекс“ (или Yandex) е руска международна ИТ компания, която е собственик на едноименна търсеща система в интернет, интернет портал и уеб услуги в няколко страни. Според рейтинга на Alexa към 19 юли 2014 г. yandex.ru е 22-ри по посещаемост в света, но на първо място в Русия.
До началото на 2024 г. главна компания на холдинга е регистрираното в Нидерландия през 2004 г. акционерно дружество Yandex N.V., акциите на което се търгуват основно на NASDAQ. На 5 февруари 2024 г. е обявено, че компанията се разделя на две части: руска „Яндекс“ и нидерландска Yandex N.V., която преди е била холдинговата компания на целия „Яндекс“. През юли 2024 г. Yandex N.V. напълно излиза от състава на групата акционери, сменя името си на Nebius Group и обявява, че неин CEO става Аркадий Волож. Главна компания сега е МКАО „Яндекс“. Неин основен собственик е фондът „Консорциум. Первый“, който се ръководи от мениджърите на Yandex.
Търсачката на Yandex е официално обявена на 23 септември 1997 г. и е разработена за първи път от CompTek International. Създадена е като отделна компания Yandex през 2000 г. През май 2011 г. Yandex излиза на борсата, като акциите се продават за 1,3 милиарда щатски долара.

## Услуги
- Яндекс.Алиса
- Яндекс.Карти
- Яндекс.Метрика